# جزيرة سيلارو

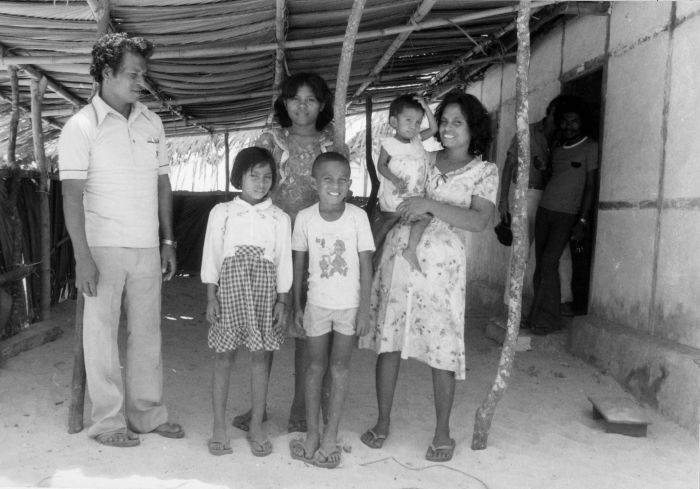
عائلة في قرية كاندر في جزيرة سيلارو عام 1981

جزيرة سيلارو إحدى جزر تانيمبار جنوب جزيرة يامدينا ضمن مقاطعة مالوكو في إندونيسيا.

## وصلات خارجية =
- لغات إندونيسيا (مالوكو)، باللغة الإنكليزية
- أغنية سيلارو على يوتيوب